# 小林凌大
小林 凌大（こばやし りょうた、2001年（平成13年）2月20日 - ）は、日本中央競馬会（JRA）所属の騎手である。茨城県出身。父は元JRA騎手、現競馬学校教官の小林淳一。また後輩の水沼元輝はいとこ。

## 来歴
3人兄弟の次男として生まれる。父の最終騎乗日となった2012年3月25日には応援のために競馬場に行き、そこで見た父の姿に憧れて騎手を目指すことを決意した。小学校では野球をしていたが、中学校入学後に乗馬を開始し、2016年4月にJRA競馬学校騎手課程に入学した。
2019年2月、JRA競馬学校騎手課程を卒業（第35期）。小西一男厩舎（美浦）に所属し、3月2日の中山9Rフジマサクイーン（16頭7着）にて初騎乗。同年6月18日に 船橋競馬場（地方競馬）で行われた2019ヤングジョッキーズシリーズ（YJS）トライアルラウンド船橋（第2戦）を制し、中央・地方を通じての初勝利を挙げた。同年のトライアルラウンドでは他に浦和第1戦をウインストロベリーにて制した。
2019年12月15日、中山1Rをスピーニディローザにて優勝し、中央での初勝利をあげる。
2019YJSファイナルラウンドは、合計31ptで7位の成績を収めた。
2022YJSファイナルラウンドは、合計91ptで優勝（中央所属騎手の初優勝）。ファイナルラウンドでの3勝、合計獲得ポイント、2位との差42ptは新記録。

## 人物
目標とする騎手は田辺裕信。騎乗依頼を多くもらえるような騎手になることを目標としている。

## 騎乗成績
|        | 日付           | 競馬場・開催   | 競走名       | 馬名               | 頭数 | 人気 | 着順 |
| ------ | -------------- | -------------- | ------------ | ------------------ | ---- | ---- | ---- |
| 初騎乗 | 2019年3月2日   | 2回中山3日目9R | 4歳上500万下 | フジマサクイーン   | 16頭 | 15   | 7着  |
| 初勝利 | 2019年12月15日 | 5回中山6日目1R | 2歳未勝利    | スピーニディローザ | 16頭 | 4    | 1着  |

| 年度   | 1着 | 2着 | 3着 | 騎乗数 | 勝率 | 連対率 | 複勝率 |
| ------ | --- | --- | --- | ------ | ---- | ------ | ------ |
| 2019年 | 1   | 8   | 8   | 198    | .005 | .045   | .086   |
| 2020年 | 9   | 14  | 13  | 370    | .024 | .062   | .097   |
| 2021年 | 14  | 14  | 16  | 386    | .036 | .073   | .114   |
| 通算   | 24  | 36  | 37  | 954    | .025 | .063   | .102   |